# 苏小妍
苏小妍，山东菏泽人，英雄联盟游戏主播，TGASTAR解说团队成员之一，在斗鱼TV进行直播。苏小妍曾参与过各项英雄联盟赛事的解说。
苏小妍曾与英雄联盟前职业选手高学成有过恋情。在2016年3月16日，苏小妍公开与高学成分手。